# 身体依赖
身体依赖（英語：Physical dependence），或生理依赖（Physiological dependence），是一种因常年服用能够产生耐药性的药物而产生的生理状况。在这种情况下若减药或停药，身体会出现一些很不舒服的症状。